# Floisdorf
Floisdorf ist ein Stadtteil von Mechernich, Kreis Euskirchen, Nordrhein-Westfalen.

## Geografie
Das Dorf liegt in einer Bachquellmulde nördlich von Eicks, westlich von Schwerfen auf den ersten Erhöhungen der Nordeifel. Im Ort treffen sich die Kreisstraßen 10 und 20. Direkt an den Ort grenzt das Stadtgebiet von Zülpich.

## Geschichte

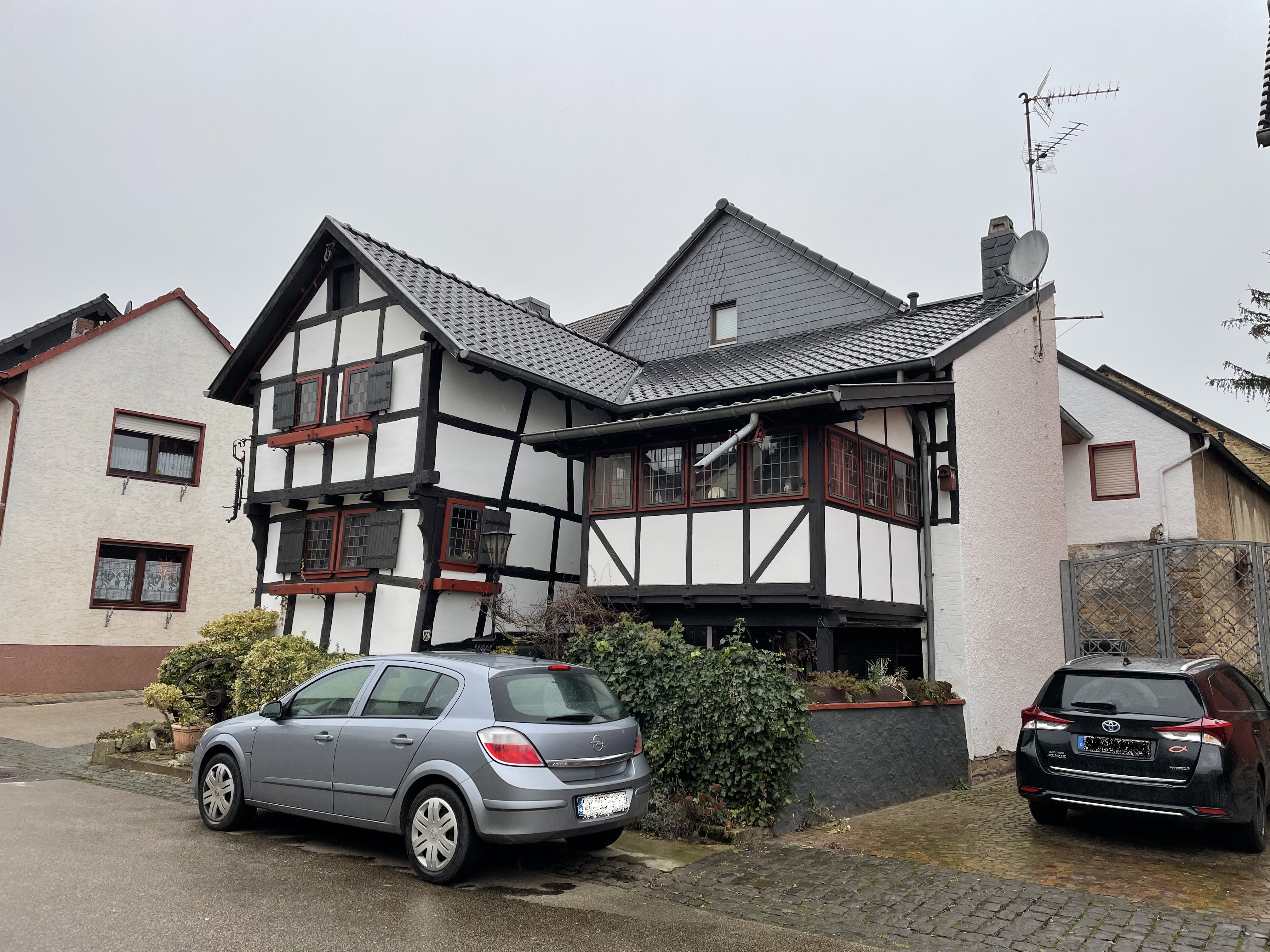
Denkmalgeschütztes Haus in Floisdorf

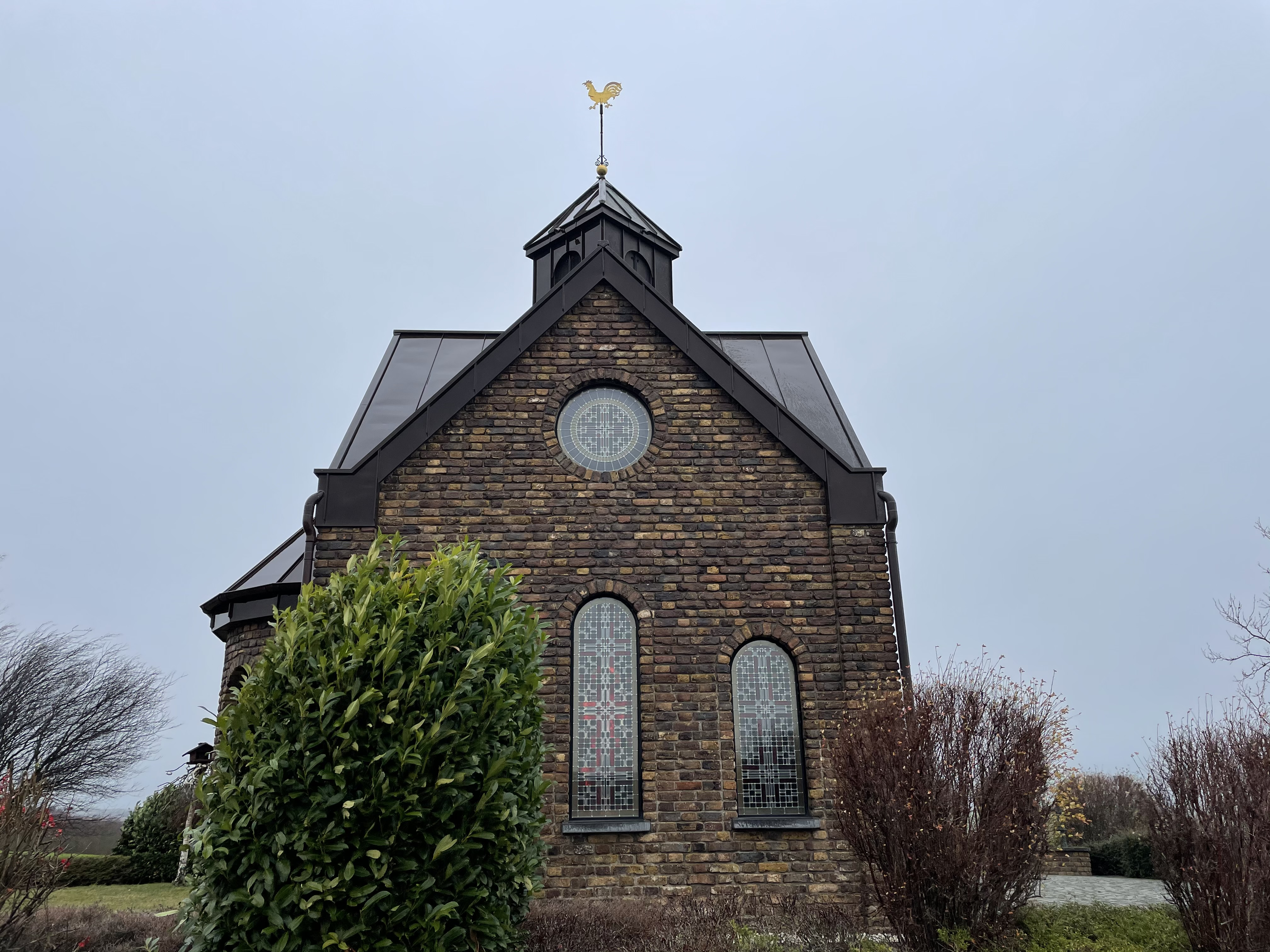
Hubertuskapelle Floisdorf

Floisdorf wurde 893 erstmals im Prümer Urbar erwähnt. Damals wurde Floisdorf „Flavedesdorpht“ oder daneben verkürzt „Fladesdorpht“ genannt. Bereits 1291 gab es im Ort eine Wallfahrtskirche, die dem Heiligen Pankratius geweiht war. In den folgenden Jahrhunderten wechselten die Besitzverhältnisse von der Abtei Prüm über die Herzöge von Jülich und den Franzosen bis hin zu den Preußen. Durch die Aufteilung der Allmende geriet das kleinbäuerliche Dorf im 19. Jahrhundert unter Druck. Zahlreiche Familien mussten nebenerwerblich tätig sein. Das Dorf wurde in dieser Zeit von der Pfarre in Eicks seelsorgerisch betreut.
Nachdem die Kirchengemeinde im Jahr 1856 ihre Eigenständigkeit erlangt hatte, wuchs der Wunsch nach einem eigenen Sakralbau. In den Jahren von 1890 bis 1892 entstand die Pfarrkirche St. Pankratius. Die Gemeinde Floisdorf unterstand zunächst dem Amt Eicks, später dem Amt Hergarten, bevor sie am 1. Juli 1969 nach Mechernich eingemeindet wurde.
Durch den Zuzug von Städtern wurde aus dem ehemaligen Bauern- und Handwerkerdorf im Laufe der Jahrzehnte ein Wohnstandort. Im damaligen Wettbewerb „Unser Dorf soll schöner werden“, heute „Unser Dorf hat Zukunft“, wurde Floisdorf 1971 im Bundeswettbewerb mit einer Goldmedaille zu Deutschlands schönstem Dorf gekürt.
Im Jahr 2004 baute die Bevölkerung in Eigenregie in der Gemarkung eine Kapelle, die dem Hl. Hubertus geweiht wurde.

### Wappen

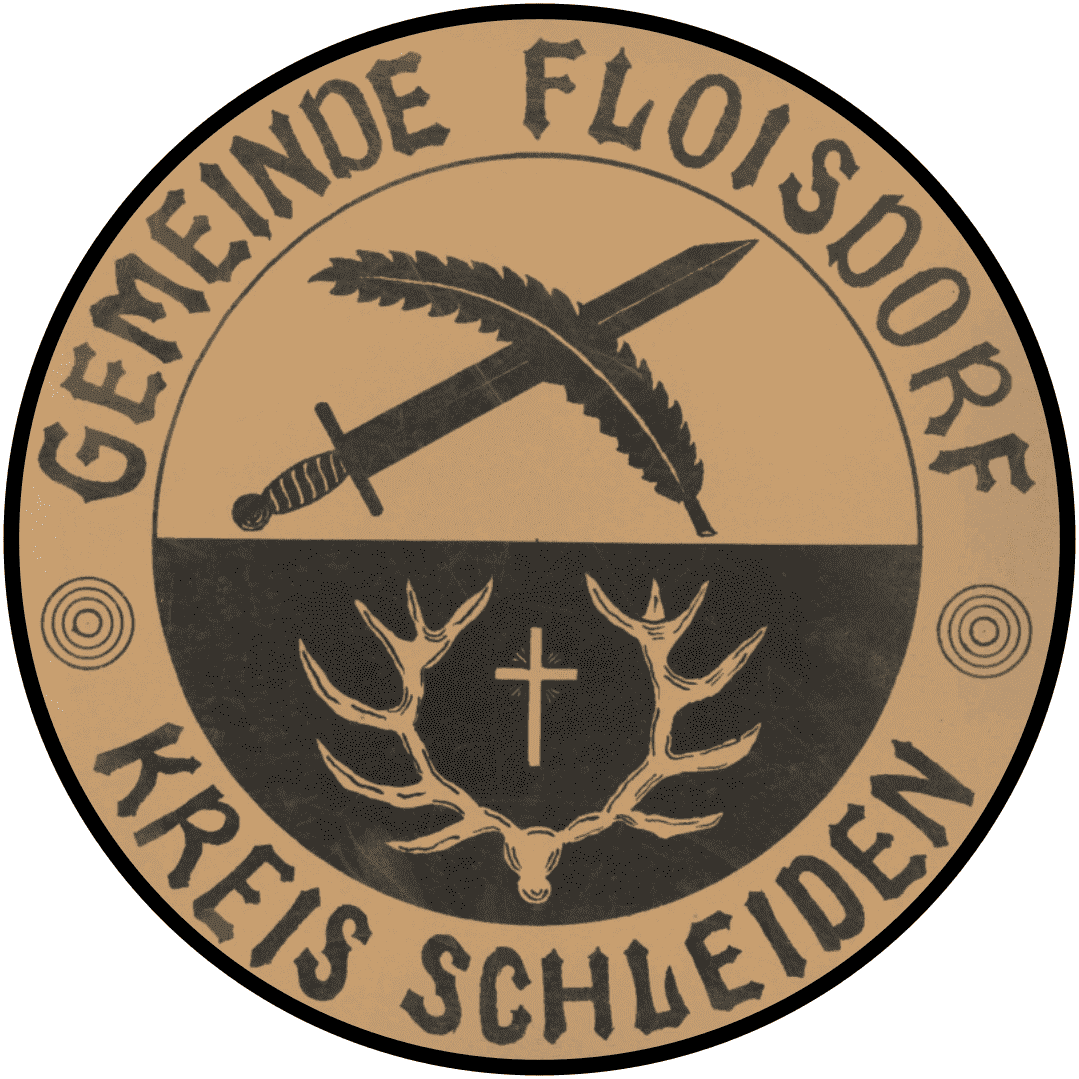
Ehem. Gemeindesiegel

| Wappen der früheren Gemeinde Floisdorf | Blasonierung: „In von Silber (Weiß) und Grün geteiltem Schild oben ein schräglinkes rotes Schwert, das mit einem schrägrechten grünen Palmzweig belegt ist, unten ein silbernes (weißes) Hirschgeweih, zwischen dessen Stangen ein silbernes (weißes) Strahlenkreuz schwebt.“                                            |
| Wappen der früheren Gemeinde Floisdorf | Wappenbegründung: Das von Joseph Decku entworfene Wappen wurde am 29. Juni 1962 vom nordrhein-westfälischen Innenminister verliehen. Schwert und Palmzweig sind Attribute des heiligen Pankratius, dem Ortspatron von Floisdorf. Geweih und Kreuz stehen für den heiligen Hubertus, dem eine Kapelle im Ort geweiht ist. |

## Kultur und Sehenswürdigkeiten

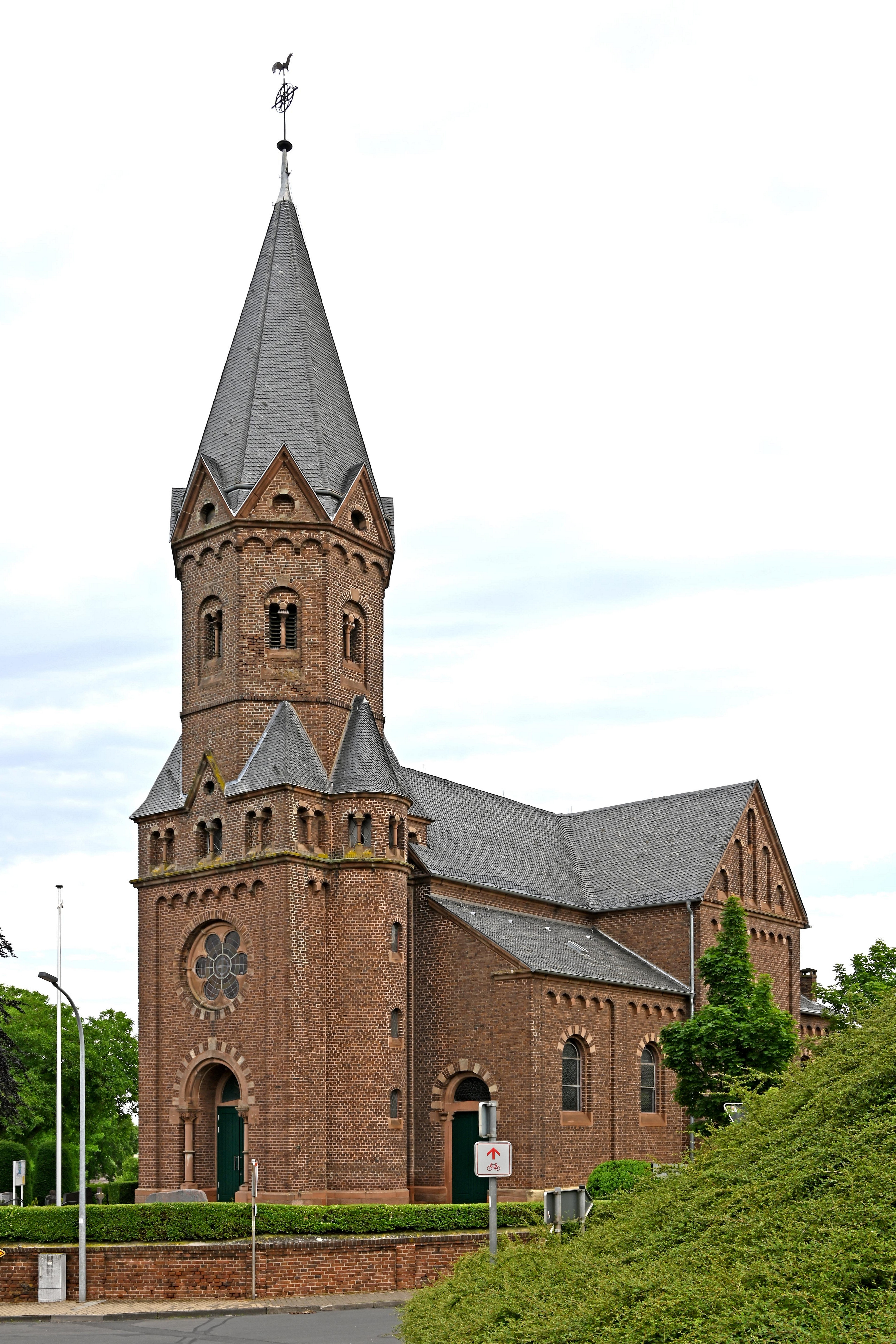
Pfarrkirche St. Pankratius

- Neuromanische Pfarrkirche St. Pankratius. Zur Kirchenausstattung gehört unter anderem eine Muttergottes aus dem Jahr 1400 sowie eine um 1700 geschaffene Figur des Heiligen Georgs.
- Die Hubertuskapelle entstand im Jahr 2004.
- Das Wegekreuz aus Sandstein in der Vogteistraße stammt aus dem Jahr 1812.
- Die Lourdesgrotte an der Vogteistraße/Ecke Brunnenstraße entstand vermutlich auf Initiative der Rosenkranzbruderschaft, der auch der Bruderschaftsaltar in der Pfarrkirche gewidmet ist. Sie ist Ziel der jährlich stattfindenden Prozession zum Rosenkranzfest und letzte Station der Fronleichnamsprozession.
- Zehnthof der Herren Gülich zu Berg in der Zehntstraße aus dem Jahr 1743
- Pankratiusbrunnen in der Brunnenstraße
- Steinmetzhaus in der Brunnenstraße von 1862
- Das Ortsbild wird von der Bebauung des späten 19. und frühen 20. Jahrhunderts mit Fassaden aus dem vor Ort gebrochenen Muschelkalk- und Buntsandstein geprägt, jedoch datieren die ältesten Gebäude aus dem 17. Jahrhundert, Restbestände in der Bausubstanz aus dem 16. Jahrhundert.

## Verkehr
Die VRS-Buslinie 888 der RVK, die als TaxiBusPlus nach Bedarf verkehrt, stellt den Personennahverkehr mit den angrenzenden Orten und der Stadt Mechernich sicher. Zusätzlich verkehren einzelne Fahrten der auf die Schülerbeförderung ausgerichteten Linie 896.
| Linie | Betreiber | Verlauf |
| ----- | --------- | --- |
| 888   | RVK       | MiKE: Mechernich Stiftsweg – Mechernich Bf – Roggendorf – Hostel – Glehn – Eicks – Floisdorf – Berg – Floisdorf – Eicks – Kommern |
| 896   | Schäfer   | Berg – Floisdorf – Eicks – Glehn – Hostel – (Denrath – Schützendorf – Lückerath – Roggendorf –) Mechernich Bf → Mechernich Feytal |